# NGC 1382
NGC 1382 је елиптична галаксија у сазвежђу Пећ која се налази на NGC листи објеката дубоког неба.
Деклинација објекта је - 35° 11' 44" а ректасцензија 3h 37m 9,0s. Привидна величина (магнитуда) објекта NGC 1382 износи 12,9 а фотографска магнитуда 13,9. Налази се на удаљености од 20,200 милиона парсека од Сунца. NGC 1382 је још познат и под ознакама NGC 1380B, ESO 358-37, MCG -6-9-9, FCC 190, PGC 13354.